# Saint-Martin-des-Champs (Yvelines)
Saint-Martin-des-Champs (Yvelines) é uma comuna francesa na região administrativa da Île-de-France, no departamento de Yvelines. A comuna possui 313 habitantes segundo o censo de 1990.